# Aoki (Familienname)
Aoki (青木) ist ein japanischer Familienname.

## Namensträger
- Ai Aoki (* 1985), japanische Synchronschwimmerin
- Devon Aoki (* 1982), US-amerikanische Schauspielerin und Modell
- Fumiko Aoki (* 1966), japanische Skilangläuferin
- Haruchika Aoki (* 1976), japanischer Motorradrennfahrer
- Hayato Aoki (Baseballspieler) (* 1977), japanischer Baseballspieler
- Hayato Aoki (Fußballspieler) (* 2001), japanischer Fußballspieler
- Isao Aoki (* 1942), japanischer Profigolfer
- Jun Aoki (* 1956), japanischer Architekt
- Junpei Aoki (* 1982), japanischer Nordischer Kombinierer
- Kazuhiko Aoki (* 1961), japanischer Politiker
- Aoki Ken (1890–1966), japanischer Generalmajor
- Kokoro Aoki (* 2000), japanischer Fußballspieler
- Kōta Aoki (* 1987), japanischer Fußballspieler
- Aoki Konyō (1760–1769), japanischer Konfuzianer und Pionier der Hollandkunde (Rangaku)
- Masahiko Aoki (1938–2015), japanischer Wirtschaftswissenschaftler
- Masakatsu Aoki (* 1957), japanischer Amateurastronom
- Masanao Aoki, japanischer Motorradrennfahrer
- Masanori Aoki (* 1927), japanischer Eisschnellläufer
- Aoki Masaru (1887–1964), japanischer Sinologe
- Masayo Aoki (* 1935), japanische Schwimmerin
- Masumi Aoki (* 1994), japanische Hürdenläuferin
- Mayuko Aoki (* 1975), japanischer Stimmenkünstler
- Mayumi Aoki (* 1953), japanische Schwimmerin
- Mikio Aoki (1934–2023), japanischer Politiker
- Aoki Mokubei (1767–1833), japanischer Töpfer und Maler
- Mutsumi Aoki (* 1959), japanische Künstlerin
- Nobuatsu Aoki (* 1971), japanischer Motorradrennfahrer
- Norichika Aoki (* 1982), japanischer Baseballspieler
- Richard Aoki (1938–2009), US-amerikanischer Bürgerrechtler
- Rin Aoki (* 1985), japanisches AV-Idol und Pornodarstellerin
- Rocky Aoki (1938–2008; Hiroaki Aoki), US-amerikanischer Wrestler und Restaurant-Besitzer
- Ryōko Aoki (* 1973), japanische Künstlerin
- Ryōma Aoki (* 1997), japanischer Leichtathlet
- Ryōta Aoki (Fußballspieler, 1984) (* 1984), japanischer Fußballspieler
- Ryōta Aoki (Fußballspieler, 1996) (* 1996), japanischer Fußballspieler
- Ryōta Aoki (Leichtathlet) (* 1997), japanischer Leichtathlet
- Aoki Ryūzan (1926–2008), japanischer Kunsthandwerker
- Sayaka Aoki (Komiker) (* 1973), japanischer Komiker
- Sayaka Aoki (* 1986), japanische Leichtathletin
- Aoki Seiichi (1892–1977), japanischer Generalleutnant
- Aoiki Seisho (1895–1987), japanischer Generalmajor
- Aoki Shigeru (1882–1911), japanischer Maler
- Shin’ya Aoki (* 1983), japanischer Mixed-Martial-Arts-Kämpfer
- Shōta Aoki (* 1990), japanischer Fußballspieler
- Shunsuke Aoki (* 2003), japanischer Fußballspieler
- Aoki Shūzō (1844–1914), japanischer Politiker und Diplomat
- Steve Aoki (* 1977), US-amerikanischer Electro-House-DJ und Musikproduzent
- Takanori Aoki (* 1977), japanischer Badmintonspieler
- Takao Aoki (* 1961), japanischer Mangaka
- Aoki Takashi (1898–1991), japanischer Generalmajor
- Takeshi Aoki (* 1982), japanischer Fußballspieler
- Aoki Takezo (1894–1982), japanischer Generalleutnant
- Takuma Aoki (* 1974), japanischer Motorradrennfahrer
- Takuya Aoki (* 1989), japanischer Fußballspieler
- Tatsu Aoki (* 1957), japanischer Jazzmusiker und Filmschaffender
- Tsubasa Aoki (* 1993), japanischer Fußballspieler
- Aoki Tsuru (1889–1961), japanische Schauspielerin
- Yayoi Aoki (1927–2009), japanische Sachbuchautorin, Feministin und Musikkritikerin
- Yōzō Aoki (1929–2014), japanischer Fußballspieler
- Yūji Aoki (1945–2003), japanischer Mangaka
- Yukiyoshi Aoki (* 1934), japanischer Schwimmer
- Yoshitaka Aoki (* 1998), japanischer Fußballspieler
- Yūsuke Aoki (* 1983), japanischer Rugby-Union-Spieler
- Yūto Aoki (* 1984), japanischer Hürdenläufer